# زيد قنبر
زيد اشرف عمر قنبر (مواليد 4 سبتمبر 2002) هو لاعب كرة قدم فلسطيني يلعب حاليا لصالح نادي جبل المكبر المقدسي في مركز الهجوم، والذي حقق معه لقب الدوري الفلسطيني للمحترفين، وكأس ياسر عرفات بلقب هداف البطولة برصيد 7 أهداف ويلعب ايضا في المنتخب الفلسطيني الأولمبي، كما خاض اللاعب تجربة احترافية في نادي الوحدات الأردني ولعب سابقا لصالح نادي شباب الظاهرية.